# Sawah (Ciputat)
Sawah is een bestuurslaag in het regentschap Tangerang Selatan van de provincie Banten, Indonesië. Sawah telt 31.293 inwoners (volkstelling 2010).